# Alvéole pulmonaire

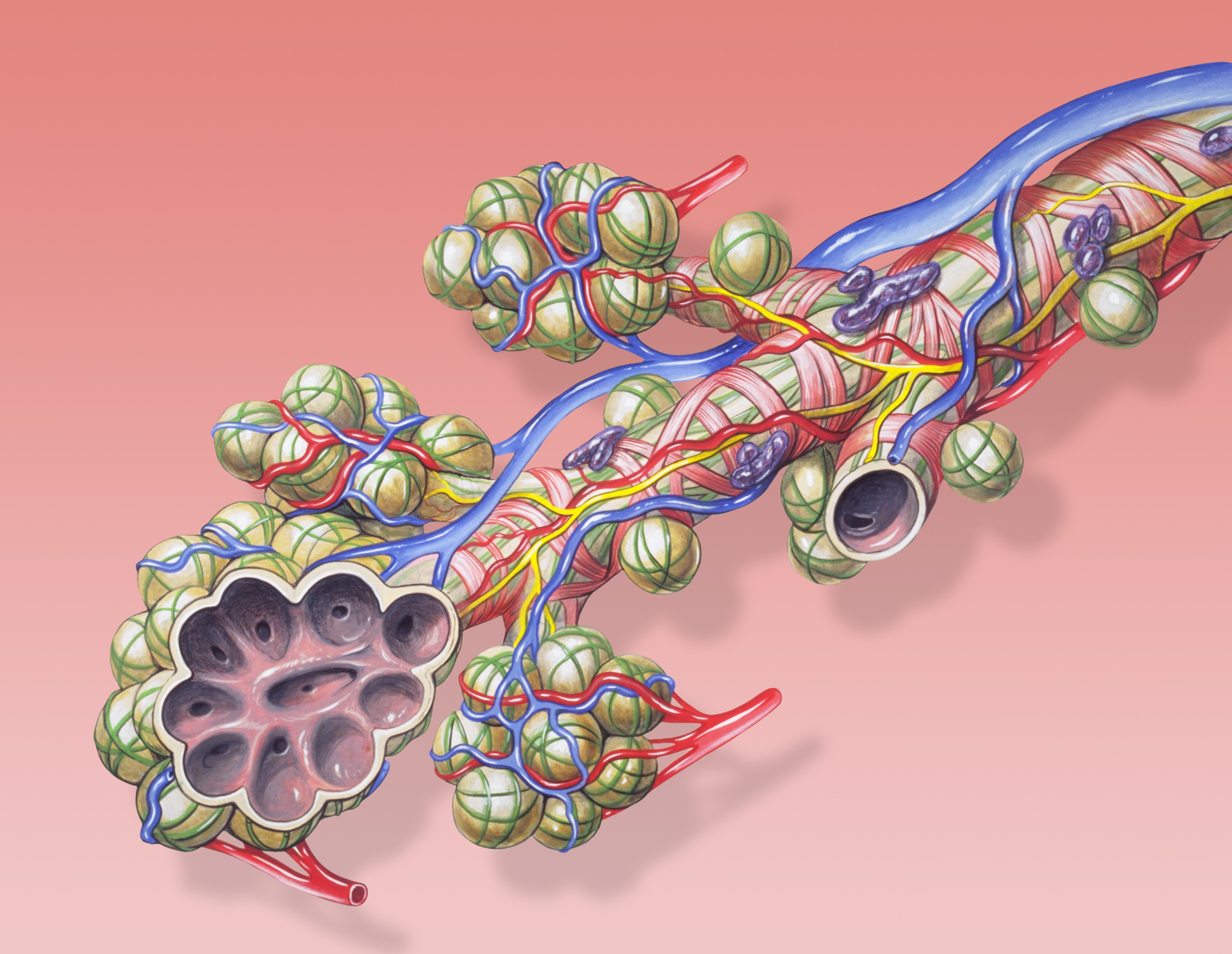
Anatomie pulmonaire : détail des sacs alvéolaires (grappes d'alvéoles), des alvéoles et de la circulation pulmonaires.

Pour les articles homonymes, voir Alvéole.
 (décembre 2019).
Si vous disposez d'ouvrages ou d'articles de référence ou si vous connaissez des sites web de qualité traitant du thème abordé ici, merci de compléter l'article en donnant les références utiles à sa vérifiabilité et en les liant à la section « Notes et références ».
Un ou une alvéole pulmonaire est une petite cavité sphérique d'un sac alvéolaire situé à l'extrémité des bronchioles respiratoires de l'arbre bronchique, où se déroulent les échanges gazeux avec le sang. Chez l'homme, les bronchioles donnent naissance à une dizaine de canaux alvéolaires qui s'ouvrent en moyenne sur cinq à six sacs alvéolaires (groupes d'alvéoles ayant une ouverture commune). Les alvéoles pulmonaires font partie des voies respiratoires intrathoraciques.

## Situation
Les alvéoles se trouvent au milieu du corps, là où se trouve l'appareil respiratoire des poumons. Les poumons sont précédés de la trachée et sont constitués des bronches (primaires, secondaires et tertiaires) et du tissu pulmonaire. On peut ajouter à cela les alvéoles et tous les composants en relation directe avec celles-ci, à savoir les veines et artères pulmonaires qui longent le conduit alvéolaire menant aux alvéoles.
Il existe des voies de communication entre les alvéoles, les acini pulmonaires (un acinus est une unité fonctionnelle du poumon, composée d'environ 1 200 alvéoles chez l'homme), lobules (formés de 200 à 300 acini) et même segments pulmonaires (ensembles de lobules formant une unité histologique).
On en retrouve trois sortes :
- les « canaux de Martin » : qui font communiquer deux bronchioles entre elles ;
- les « canaux de Lambert » : connexions broncho-alvéolaires ayant un diamètre d'environ 30 µm ;
- les « pores de Köhn » : communication interalvéolaires d'un diamètre de 3 µm.

## Structure
Les alvéoles sont des sacs aériens poreux très petits, dont la paroi est mince mais richement vascularisée.
Ils ont une tendance innée à s'effondrer du fait de leur forme en bulle et de leur grande courbure. Les phospholipides, qu'on appelle surfactants car tensioactifs, et les pores aident à égaliser les tensions superficielles et empêchent l'effondrement ou collapsus.
Les parois alvéolaires contiennent des capillaires et un espace interstitiel très petit. Dans certaines parois alvéolaires il y a des pores entre les alvéoles. Il y a deux types majeurs de cellules alvéolaires dans la paroi alvéolaire :
- les cellules plates, pavimenteuses : les pneumocytes membraneux ou pneumocytes de type I formant la structure de la paroi alvéolaire, reliés entre eux par des jonctions serrées ;
- les cellules cubiques : les pneumocytes granuleux ou pneumocytes de type II qui sécrètent un surfactant qui abaisse la tension de surface et se divisent pour produire les pneumocytes de type I.

L'intérieur de l'alvéole pulmonaire chez les humains est composé d'air alvéolaire, ses parois sont imprégnées d'eau et d'air.

### Détails
Les alvéoles sont petits avec des parois très minces. Ils ont un rayon de 0,1 mm et une épaisseur de paroi d'environ 0,3 µm (0,2 à 0,6 μm).
Les échanges gazeux pulmonaires sont motivés par la diffusion osmotique et ne nécessitent pas d'ATP ou adénosine triphosphate, alimenté à base d'enzymes de transport. Substances qui passent d'une concentration élevée à une plus faible concentration. Dans les alvéoles, cela signifie que l'oxygène dans les globules rouges aura une plus faible concentration que dans l'air. Inversement, le dioxyde de carbone aura une plus forte concentration dans les globules rouges que dans l'air. Cela entraîne la diffusion de l'oxygène dans le sang, oxygène qui se lie aux molécules des protéines de l'hémoglobine. Ainsi, le dioxyde de carbone peut être expulsé dans l'atmosphère à travers les alvéoles. Bien que le dioxyde de carbone et l'oxygène soient les principales molécules échangées, on trouve aussi de la vapeur d'eau.
L'un des dangers de ce processus est que les molécules avec une haute affinité vis-à-vis de l'hémoglobine, tels que le monoxyde de carbone, aient tendance à se lier aux globules rouges. Le monoxyde de carbone se diffuse facilement dans les alvéoles des poumons et dans les cellules sanguines. Cela signifie que, si la concentration de monoxyde de carbone est assez élevée, elle entrainera un manque d'oxygène.
Les poumons contiennent environ 300 millions d'alvéoles, chacun enveloppé dans une fine maille de capillaires. Les poumons sont constamment exposés à l'air et à leurs agents infectieux ainsi que des particules de poussière. L'organisme emploie de nombreux moyens de défense pour protéger les poumons, y compris les petits poils (cils) qui tapissent la trachée et les bronches de façon à soutenir un flux constant de mucus hors des poumons, et qui déclenchent des réflexes tels la toux et les éternuements pour déloger le mucus contaminé avec des particules de poussière ou des micro-organismes. Il existe aussi d'autres systèmes de défenses liés au système immunitaire humain, car les poussières et autres particules ne sont après tout que des antigènes. (Pour plus d'information. sur les méthodes de fonctionnement de ce système, se reporter aux articles liés à l'immunologie.)
La surface totale des alvéoles les uns à côté des autres est de :
2 x 300 000 000 (nombre total d'alvéoles dans les deux poumons) x 0,125 mm2 (surface totale entre l'air et le sang d'un alvéole) = 75 000 000 mm2, soit 75 m2.

## Tensions alvéolaires de gaz
Les pressions partielles alvéolaires normales en  O2 et en CO2  sont de 105 mmHg et de 40 mmHg. À l'air normal, les pressions partielles sont, O2 et en CO2 de 160 mmHg et 0,10 mmHg. La pression alvéolaire de dioxygène est plus faible parce que ce dernier entre dans les capillaires pulmonaires. Le dioxyde de carbone alvéolaire a une pression plus élevée parce que le dioxyde de carbone sort des capillaires pulmonaires.
Les facteurs qui déterminent les valeurs de pression alvéolaire en PO2 et en PCO2 sont les suivants : 
- la pression d'air extérieur ;
- le taux de ventilation alvéolaire ;
- le taux de consommation d'oxygène et de libération de CO2 de l'ensemble du corps.

L'hypoventilation existe lorsque le taux de dioxyde de carbone pour la production de ventilation alvéolaire augmente. Il y a hyperventilation même lorsque le ratio diminue.

## Échanges entre le sang et les gaz

Le sang qui entre dans le capillaire pulmonaire est le sang veineux systémique qui entre dans les poumons par l'intermédiaire de l'artère pulmonaire.
En raison des différences de pressions partielles à travers la membrane alvéolaire capillaire, l'O2 est diffusé dans le sang et le CO2 est expulsé. L'équation de Starling est parfois employée pour y décrire les échanges. Ainsi, le sang qui retourne au cœur a le même taux de dioxygène que l'air alvéolaire. Plus il y a de capillaires pulmonaires qui participent à ce processus, plus le total de O2 et de CO2 échangés est grand.

## Concordance entre l'apport d'air et celui de sang dans les alvéoles
Pour être plus efficace, la proportion correcte de ventilation alvéolaire et de perfusion capillaire doit être disponible à chaque alvéole.
La réponse homéostatique dans les poumons minimise les erreurs de ventilation et de circulation sanguine.

## Maladies
- Syndrome respiratoire aigu sévère (SRAS) - Est une grave maladie inflammatoire des poumons. Habituellement déclenché par d'autres pathologies pulmonaires, l'inflammation incontrôlée conduit à une diminution des échanges de gaz, inondations alvéolaires et / ou effondrement, ainsi qu'une réponse du syndrome systémique inflammatoire. Il exige habituellement une ventilation mécanique dans une unité de soins intensifs.
- Nourrisson : syndrome de détresse respiratoire (IRDS pour Infant respiratory distress syndrome ou MMH pour Maladie des membranes hyalines) est un syndrome causé par le manque d'agents d'évacuation et de nettoyage dans les poumons des enfants prématurés.
- Asthme - Bronchioles, ou les « goulets d'étranglement », qui causent une augmentation du débit d'air dans les poumons, est considérablement réduit. Elle peut être déclenchée par des irritants dans l'air (fumées, brouillard, gaz) ainsi que des substances auxquelles la personne est allergique.
- Emphysème - Est une autre maladie des poumons, selon laquelle la délicate paroi des alvéoles est en panne, ce qui réduit grandement la surface efficace de diffusion. La perte graduelle de la capacité des poumons à attirer l'oxygène dans le sang des organes prive d'oxygène la personne. Le cœur tente alors de pomper plus de sang dans l'organisme afin de satisfaire le besoin du corps pour l'oxygène, ce qui, dans certains cas, peut provoquer des tensions cardiaques.
- Bronchite chronique - Se produit quand trop de mucus est produit par les poumons. La production de cette substance se produit naturellement lorsque le tissu pulmonaire est exposé à des irritants. Dans la bronchite chronique, les passages d'air vers les alvéoles, les bronchioles, se bouchent avec du mucus. Cela induit une augmentation de la toux afin d'éliminer le mucus, et est souvent le résultat de longues périodes d'exposition à la fumée de cigarette, active ou passive.
- Fibrose cystique ou mucoviscidose - Est plus une condition génétique causée par le dysfonctionnement du régulateur de la conductance transmembranaire, une protéine transmembranaire responsable du transport des ions chlorure. Cela entraîne d'énormes quantités de mucus à boucher les bronchiolites, et donc à simuler la bronchite chronique. Le résultat est une toux persistante et la réduction de la capacité pulmonaire.
- Pneumopathie interstitielle
- Cancer du poumon - Le cancer du poumon est une forme de cancer entraînant la croissance incontrôlée de cellules dans le tissu pulmonaire. Il est souvent difficile de l'empêcher une fois commencé, en raison de la sensibilité des tissus pulmonaires à l'exposition radiologique.
- Pneumonie - Est une infection des alvéoles, qui peuvent être causés par un virus ou une bactérie. Des toxines et des liquides sont libérées par le virus sur la surface des poumons qui est considérablement réduite. Si cela se produit à un tel degré que le patient ne peut pas tirer suffisamment d'oxygène de son environnement, il lui faut de l'oxygène d'appoint.